# .38 Special (lőszer)
A .38 Smith & Wesson Special (elterjedtebben .38 Special, .38 Spl, vagy .38 Spc, kiejtve: "harmincnyolc speciál") egy peremes, központi gyújtású lőszer, amit a Smith & Wesson tervezett. Legelterjedtebben revolverekben használják, bár néhány öntöltő pisztoly és karabély is használja ezt a lőszert. A .38 Special volt az alap szolgálati lőszer a legtöbb rendőrségnél az Egyesült Államokban az 1920-as évektől az 1990-es évek elejéig. A világ más részein, legfőképpen Európában a metrikus 9×29 mm R jelöléssel ismert (az R a rimmed, azaz „peremes” töltényhüvely jelölése).

## Története
A neve ellenére a .38 Special kaliber valójában .357–.358 hüvelyk (9,0678 mm), a „.38”-cal a töltött rézhüvely hozzávetőleges átmérőjére hivatkoznak. Ez azért alakult így, mert az eredeti .38-as kaliberű lőszert, a .38 Short Colt-ot az átalakított .36-os kaliberű elöltöltős Navy-revolverekhez tervezték. Ezek megközelítőleg 0.374 hüvelyk (9,5 mm) átmérőjű hengeres tűztérrel rendelkeztek, és olyan lövedék kellett hozzájuk, amelynek az átmérője megegyezett a töltény külső átmérőjével. (lásd bővebben: .38 Long Colt).
A hosszát kivéve a .38 Special hüvely méretei azonosak a .38 Long Colt-éval, és a .357 Magnuméval, amely a korábbi lőszerből lett kifejlesztve 1935-ben. Emiatt a .38 Special lőszer biztonságosan elsüthető a .357 Magnumhoz tervezett revolverekben. Ez a másik irányban viszont nem igaz; a .357 Magnum hüvelye a .38 Specialnál hosszabbra lett tervezve, így a .357 lőszer nem tölthető be a .38-as kaliberű fegyverekbe, amelyek nem a magnum-töltetek jelentősen nagyobb nyomására lettek tervezve.
A .38 Special 1899-ben lett bevezetve mint a .38 Long Colt továbbfejlesztése. Katonai szolgálati lőszerként stopphatását elégtelennek találták a fapajzsokkal támadó morok ellen a filippínó-amerikai háború alatt. A legtöbb leírás 1902-re datálja a lőszert, valamint a Smith & Wesson katonai és rendőrségi revolver változatait is.
Habár harminc évvel a füstnélküli lőpor korának kezdete után vezették be, a .38 Special eredetileg feketelőporral volt töltve, de a bevezetése utáni egy éven belül füstnélküli töltettel is elérhetővé vált.
A .38 Special nagyon pontos egy minőségi revolverben, kis hátrarúgást produkál, így a világ legnépszerűbb revolverlőszere maradt több mint egy évszázaddal a bevezetése után is. Céllövészetre, önvédelemre és kisebb állatok vadászatára is használják.
Az 1930-as években, a céllövészetre, erősebb tokkal készült revolverek, mint a Smith & Wesson 38/44 Heavy Duty, egy nagyobb nyomású (és ennek következtében nagyobb erejű), .38 Special Hi-Speed, majd végül a .357 Magnum névre keresztelt lőszer kifejlesztését tették lehetővé. Napjainkban ennek a lőszernek a kissé nagyobb nyomású változata a .38 Special +P; ezek a +P osztályozású .38-as és a .357-es revolverekben használhatók.
Nagyon ritkán néhány gyártó, mint például a Federal és a Winchester készít még erősebb töltettel rendelkező lőszereket, amelyek "For Law Enforcement Only" (Csak Rendfenntartó Erők Számára) feliratot, és .38 Special +P+ jelölést kapnak. Ez a lőszer csak a .357 revolverekben használható, a .38 Special vagy .38 Special +P osztályozású lőfegyverekben jelentős sérülést okozhat.
Mivel a .38 Special a .357 revolverekben is működik, így a .357-est használók körében is népszerű a kisebb hátrarúgás, kisebb hang és alacsonyabb ár okán. Számos alsókulcsos puska készült .357 és .38 Special kaliberben.

## Teljesítmény
A feketelőpor töltet okán a .38 Special egy alacsony nyomású lőszer, az egyik legalacsonyabb a napjainkban használtak közül a 17 000 PSI nyomásával. Az új szabványok szerint a .38 Special egy közepes méretű lövedéket alacsony sebességgel lő ki. A legközelebbi hasonlók a .380 ACP, amelyik egy sokkal könnyebb lövedéket lő ki nagyobb sebességgel, a 9×19 mm Parabellum, amelyik egy kicsit könnyebb lövedéket sokkal nagyobb sebességgel lő ki; és a .38 Colt Super, amelyik egy közel azonos méretű lövedéket lő jelentősen nagyobb sebességgel. Ezek közül mind a három általában öntöltő pisztolyokban használatos.
A nagyobb nyomású .38 +P a 20 000 PSI nyomásával körülbelül 20%-kal több energiát jelent a szabványoshoz képest, és a .380 ACP és a 9×19 mm Parabellum közé esik, közel azonosan a 9×18 mm Makarovval.
| Lőszer             | Lövedéktömeg           | Torkolati sebesség   | Torkolati energia      | Max nyomás  |
| ------------------ | ---------------------- | -------------------- | ---------------------- | ----------- |
| .38 Short Colt     | 135 grains (8,7 gramm) | 777 ft/s (237 m/s)   | 181 ft·lbf (245 Joule) | 7500 CUP    |
| .38 Long Colt      | 150 gr (9,7 g)         | 777 ft/s (237 m/s)   | 201 ft·lbf (273 J)     | 12 000 CUP  |
| .38 S&W            | 158 gr (10,2 g)        | 767 ft/s (234 m/s)   | 206 ft·lbf (279 J)     | 14 500 psi  |
| .38 S&W Special    | 158 gr (10,2 g)        | 940 ft/s (290 m/s)   | 310 ft·lbf (420 J)     | 17 000 psi  |
| .38 Special +P     | 158 gr (10,2 g)        | 1,000 ft/s (300 m/s) | 351 ft·lbf (476 J)     | 20 000 psi  |
| .38 Special +P+    | 110 gr (7,1 g)         | 1,100 ft/s (340 m/s) | 295 ft·lbf (400 J)     | >20 000 psi |
| .380 ACP           | 100 gr (6,5 g)         | 895 ft/s (273 m/s)   | 178 ft·lbf (241 J)     | 21 500 psi  |
| 9×19 mm Parabellum | 115 gr (7,5 g)         | 1,300 ft/s (400 m/s) | 420 ft·lbf (570 J)     | 39 200 psi  |
| 9×19 mm Parabellum | 124 gr (8,0 g)         | 1,180 ft/s (360 m/s) | 383 ft·lbf (520 J)     | 39 200 psi  |
| 9×18 mm Makarov    | 95 gr (6,2 g)          | 1,050 ft/s (320 m/s) | 231 ft·lbf (313 J)     | 23 206 psi  |
| .38 Super          | 130 gr (8,4 g)         | 1,275 ft/s (389 m/s) | 468 ft·lbf (634 J)     | 36 500 psi  |
| .357 Magnum        | 158 gr (10,2 g)        | 1,349 ft/s (411 m/s) | 639 ft·lbf (866 J)     | 35 000 psi  |
| .357 SIG           | 125 gr (8,1 g)         | 1,350 ft/s (410 m/s) | 506 ft·lbf (686 J)     | 40 000 psi  |

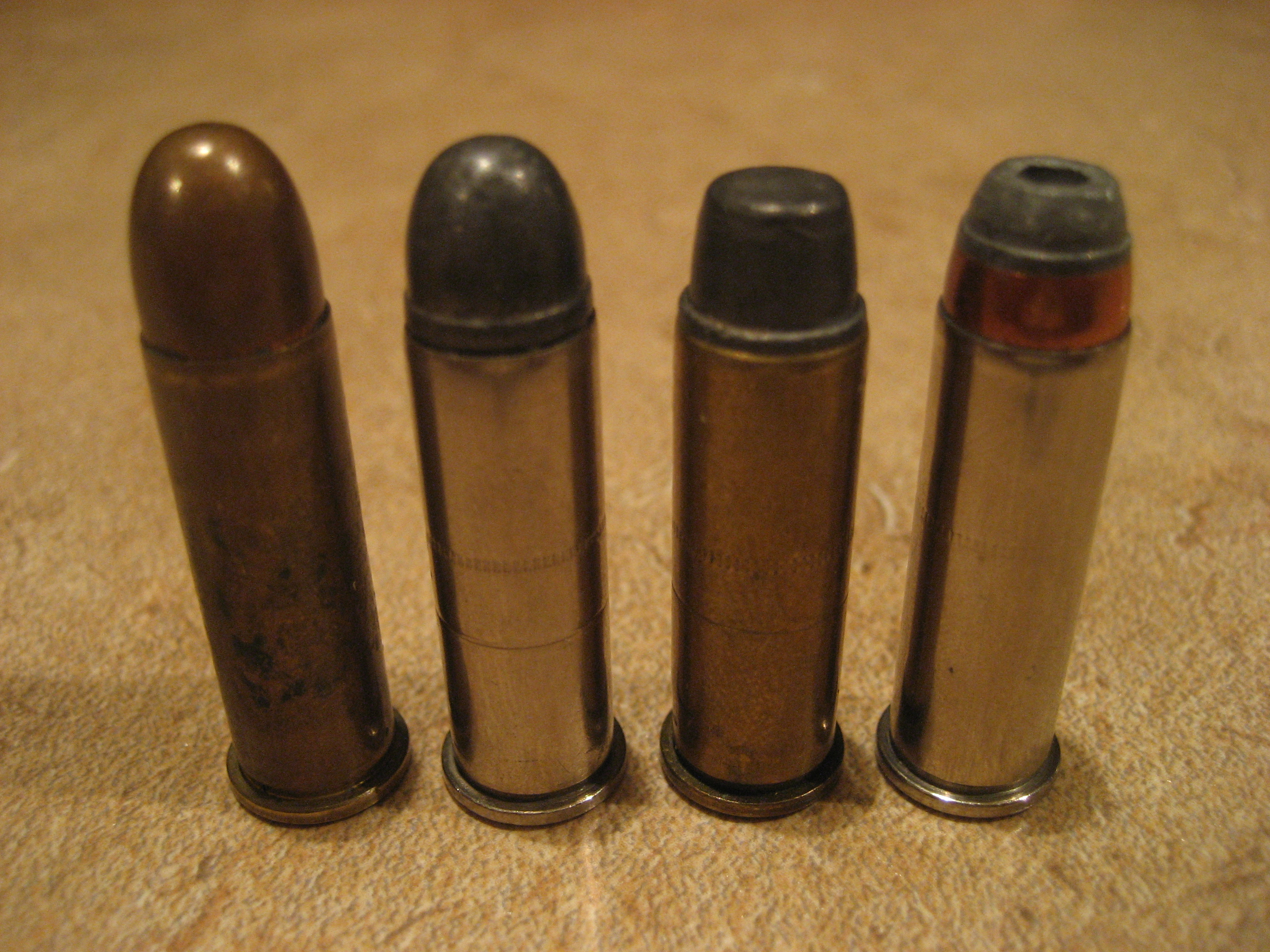
.38 Special lőszerek különböző lövedéktípusokkal.

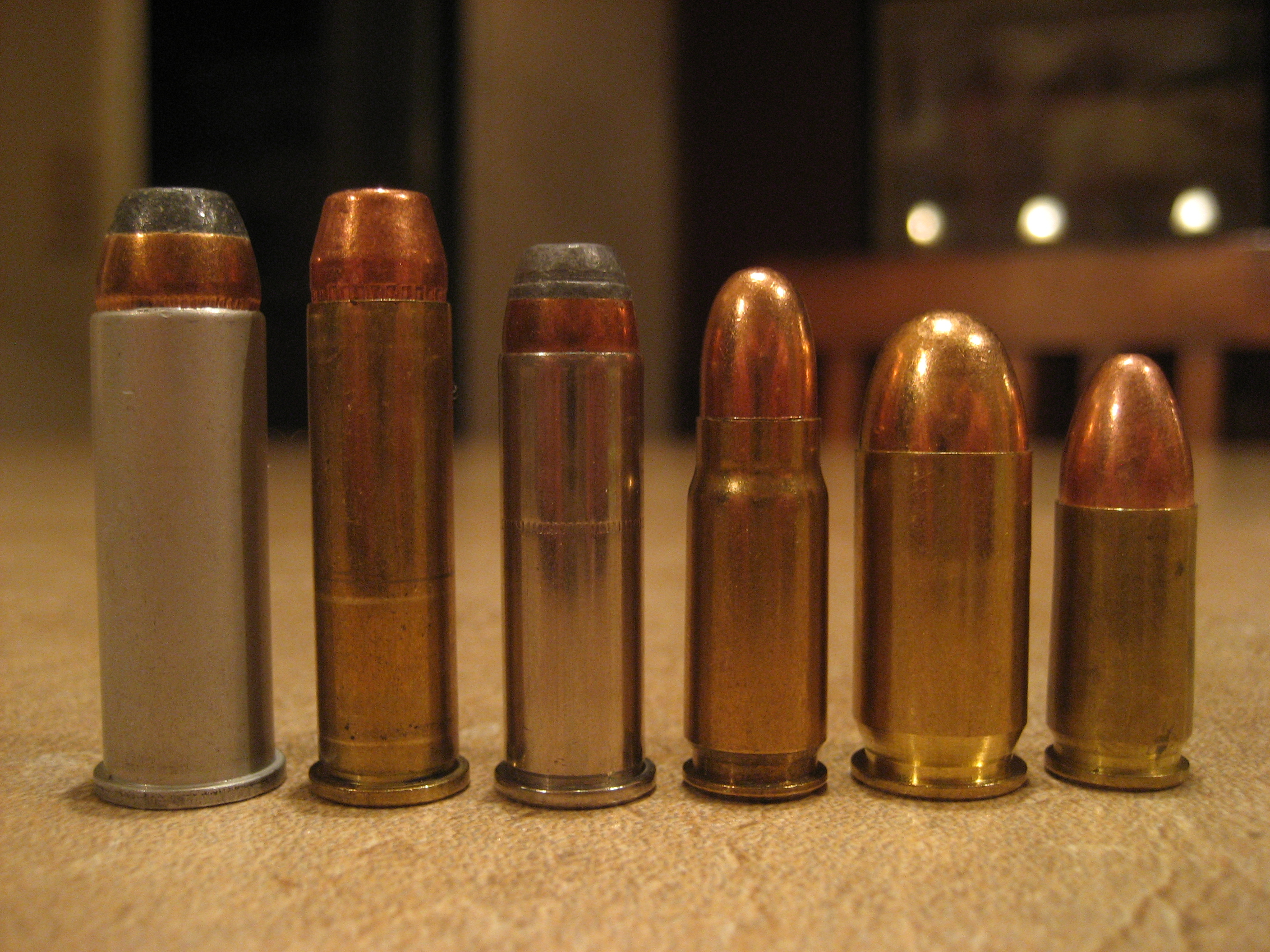
(Balról) .44 Remington Magnum, .357 Magnum, .38 Special, 7.62×25 mm Tokarev, .45 Auto, 9×19 mm Parabellum. Megfigyelhető a .38 Special és a .357 Magnum hasonlósága.

Az összes .38 lövedék és a .357 Magnum egy 6 hüvelyk hosszú revolverből lőve – a jobban elterjedt 4 hüvelyk hosszú revolverből a csőtorkolati sebesség 80-100 fps-sel kisebb, és természetesen az energia is ennek megfelelően csökken.
Most már csak nagyon kis számban használnak az Egyesült Államok rendőrségénél .38 Special revolvereket mint szabvány szolgálati fegyvert, a legtöbb helyen lecserélték a nagyobb tárkapacitású, és gyorsabban újratölthető öntöltő pisztolyokra 9×19 mm Parabellum, .357 SIG, .40 S&W, .45 ACP vagy .45 GAP kaliberben.

## Fordítás
- Ez a szócikk részben vagy egészben  a(z)   .38 Special című angol Wikipédia-szócikk fordításán alapul.  Az eredeti cikk szerkesztőit annak laptörténete sorolja fel. Ez a jelzés csupán a megfogalmazás eredetét és a szerzői jogokat jelzi, nem szolgál a cikkben szereplő információk forrásmegjelöléseként.